# كارلوس دي لا كروز
كارلوس دي لا كروز (بالإنجليزية: Carlos de la Cruz)‏ هو شخصية أعمال أمريكي وكوبي، ولد في 1942 في هافانا في كوبا.